# 溫頓 (北卡羅萊納州)
溫頓（英語：Winton）是一個位於美國北卡羅萊納州赫德福德縣的城鎮。同時該地也是赫德福德縣的縣治。

## 人口
根據2020年美國人口普查的數據，溫頓的面積為2.30平方千米，當中陸地面積為2.18平方千米，而水域面積為0.12平方千米。當地共有人口629人，而人口密度為每平方千米273人。